# Portada/article agost 25

## Smilodon
Smilodon ('dent d'escalpel' en llatí) és un gènere extint de grans fèlids de dents de sabre maquerodontins. Els mascles més grossos d'una de les espècies, S. populator, arribaven a 300 kg, rivalitzant amb el tigre actual per la distinció de fèlid més gran de tots els temps. Aparegueren a Nord-amèrica a finals del període Pliocè i s'estengueren a Sud-amèrica durant el gran intercanvi americà. La seva característica més coneguda són les seves dents de sabre, que en fan un dels mamífers prehistòrics més coneguts pel públic general.